# Antoine Monastier
Antoine Monastier (* 27. Januar 1774 in Angrogna im Piemont; † 1. Mai 1852 in Lausanne) war ein französisch-schweizerischer evangelischer Geistlicher und Historiker.

## Leben

### Familie
Antoine Monastier stammte aus dem Waldensertal Val Pellice und war der Sohn von Pierre Monastier (* 4. Oktober 1739) und dessen Ehefrau Madeleine (* 5. April 1739), Tochter von Antoine Prassuit; er hatte noch vier Geschwister.
Er war verheiratet mit Anne Louise, Tochter von Louis Rusillon. Seine Urenkelin war die spätere Quäkerin Hélène Monastier (* 2. Dezember 1882 in Payerne; † 7. März 1976 Lausanne); gemeinsam hatten sie sechs Kinder.
Seit 1810 hatte er das Bürgerrecht von Lausanne.

### Werdegang
Antoine Monastier studierte seit 1791 Theologie an der Académie de Lausanne und wurde 1798 ordiniert.
Er war nach dem Studium als Lehrer tätig und gründete später in Lausanne eine eigene Schule; zu seinen Schülern zählten unter anderem der spätere Arzt Gabriel Rüsch, der Geistliche Louis Burnier und der Historiker Louis Vulliemin. Er war 1815 Lehrer für Geographie an der 5. Klasse an der Kantonsschule und wurde 1818 zum Lehrer der 3. Klasse ernannt.
Von 1829 bis 1845 war er als Pfarrer und Lehrer in Cheseaux-sur-Lausanne tätig; als Mitglied der Bibelgesellschaft sorgte er dafür, dass in seiner Gemeinde jede Familie eine Bibel erhielt. Nachdem er seit 1835 durch seinen Sohn bei den Pfarraufgaben unterstützt wurde, widmete er sich dem Studium der Geschichte seines Landes und sammelte zehn Jahre lang verschiedene Materialien für sein später herausgegebenes Buch.
Als einer der ersten Pfarrer unterzeichnete er 1845 eine Petition an den Grossen Rat zugunsten der Religionsfreiheit sowie weitere Erklärungen, in der die protestantischen Pastoren die Unabhängigkeit der Kirche gegenüber dem Staat betonten, weil er sich nicht durchsetzen konnte, trat er daraufhin von seinem Pfarramt zurück. Dies führte zum Verlust seines Pfarrhauses, sodass er am 12. November 1845 nach Lausanne zurückkehrte und sich aktiv an der Organisation der Église Évangélique Réformée du canton de Vaud beteiligte, die er mitbegründet hatte.

### Berufliches und schriftstellerisches Wirken
Antoine Monastier verfasste als Lehrer einige Abhandlungen, darunter zwei Schriften über Geographie, dass er auch an der Schule lehrte.
Er publizierte weiterhin unter anderem das zweibändige Werk Histoire de l’Église vaudoise depuis son origine et des Vaudois du Piémont jusqu’à nos jours, das sich mit der Waadtländer Kirchengeschichte und den Waldensern beschäftigte; diese Schrift wurden unter anderem auch in die englische und niederländische Sprache übersetzt.

## Schriften (Auswahl)
- Nouvel abrégé de géographie moderne. Lausanne: De l’Impr. d’Hignou et Compe, 1813.
- Introduction à la géographie. Lausanne: De l’Impr. de Hignou aîné, 1825.
- Histoire de l’Église vaudoise depuis son origine et des Vaudois du Piémont jusqu’à nos jours. 
  - Band 1. Toulouse 1847.
  - Band 2. Toulouse 1847.
- Geschiedenis der Waldenzen van den vroegsten tijd tot op het jaar 1850. Rotterdam: Van der Meer & Verbruggen, 1851.
  - Band 1. Rotterdam 1851.
  - Band 2. Rotterdam 1851.